# Conus lenavati
Espèce
Statut de conservation UICN

 LC  : Préoccupation mineure
Conus lenavati est une espèce de mollusques gastéropodes marins de la famille des Conidae.
Comme toutes les espèces du genre Conus, ces escargots sont prédateurs et venimeux. Ils sont capables de « piquer » les humains et doivent donc être manipulés avec précaution, voire pas du tout.

## Description
La taille de la coquille varie entre 38 mm et 91 mm.

## Distribution
Cette espèce marine est présente au large des Philippines et dans la mer de Chine méridionale.

### Niveau de risque d’extinction de l’espèce
Selon l'analyse de l'UICN réalisée en 2011 pour la définition du niveau de risque d'extinction, cette espèce est largement distribuée en Asie du Sud-Est et dans les îles Salomon. Elle est très commune dans les eaux plus profondes dans certaines parties de son aire de répartition. Il n'y a pas de menaces majeures connues pour cette espèce. Nous l'avons inscrite dans la catégorie préoccupation mineure.

## Taxinomie

### Publication originale
L'espèce Conus lenavati a été décrite pour la première fois en 1982 par les malacologistes António José da Motta (d) et Dieter Röckel (d) dans « Publicações Ocasionais da Sociedade Portuguesa de Malacologia »,.

### Synonymes
- Conus (Splinoconus) lenavati da Motta & Röckel, 1982 · appellation alternative
- Kioconus lenavati (da Motta & Röckel, 1982) · non accepté